# Gare de Corseaux-Cornalles
La gare de Corseaux-Cornalles est une gare ferroviaire située sur le territoire de la commune suisse de Corseaux dans le canton de Vaud.

## Situation ferroviaire
La gare de Corseaux-Cornalles est située au point kilométrique 1,8 de la ligne de Vevey à Puidoux entre les gares de Vevey-Funi (en direction de Vevey) et de Chexbres-Village (en direction de Puidoux).
Elle est dotée d'une voie bordée par un quai.

## Histoire
La halte de Corseaux-Cornalles a été inaugurée en 1996.

## Service des voyageurs

### Accueil
Gare des CFF, elle est dotée d'un simple abri dans lequel est situé un distributeur automatique de titres de transports. L'arrêt des trains étant à la demande, un bouton est situé sur le quai pour demander l'arrêt du train.
La gare n'est pas accessible aux personnes à mobilité réduite.

### Desserte
La gare fait partie du réseau express régional vaudois, assurant des liaisons rapides à fréquence élevée dans l'ensemble du canton de Vaud. Corseaux-Cornalles est desservie une fois par heure et par sens à la demande par les trains de la ligne S7 qui relie Vevey à Puidoux.
- R7 : Vevey - Vevey-Funi - Corseaux-Cornalles - Chexbres-Village - Puidoux.

### Intermodalité
L'arrêt Corseaux, Cerisiers, desservi par la ligne de bus 211 des VMCV, est situé à proximité de la gare.